# Ranunculus prosotatus
Ranunculus prosotatus är en ranunkelväxtart som beskrevs av S. Ericsson. Ranunculus prosotatus ingår i släktet ranunkler, och familjen ranunkelväxter. Inga underarter finns listade i Catalogue of Life.